# Пейчиново
Пейчиново (болг. Пейчиново) — село в Болгарии. Находится в Русенской области, входит в общину Бяла. Население составляет 326 человек.

## Политическая ситуация
В местном кметстве Пейчиново, в состав которого входит Пейчиново, должность кмета (старосты) исполняет Недко  Петров Недев (Движение за социальный гуманизм (ДСХ)) по результатам выборов правления кметства.
Кмет (мэр) общины Бяла — Юрий Петков Симеонов (Гражданский союз за новую Болгарию) по результатам выборов в правление общины.